# Le Journal vernaculaire du Tibet
Pour les articles homonymes, voir Le Journal (homonymie) et Tibet (homonymie).

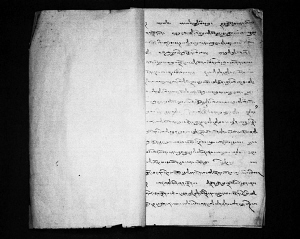
Page en écriture tibétaine du journal.

Le Journal vernaculaire du Tibet, ou Le Journal en langue vernaculaire du Tibet (chinois simplifié : 西藏白话报 ; chinois traditionnel : 西藏白話報 ; pinyin : Xīzàng báihuà bào ; tibétain : ནུབ་བོད་ཀྱི་ཕལ་སྐད་ཚགས་པར, Wylie : nub bod kyi phal skad tshags par, THL : nub bö kyi pal ké tsakpar), est le premier organe de presse à avoir vu le jour au Tibet. Périodique bilingue, rédigé à la fois en tibétain (藏文) et en chinois vernaculaire (baihua, 白话), il fut créé à Lhassa en avril 1909 par l'amban Lian Yu et son adjoint Zhang Yintang, ce dernier envoyé au Tibet en avril 1906 par le gouvernement Qing pour relever l'amban Youtai. Le périodique cessa de paraître en 1911. La vocation du journal était principalement éducative, mais aussi de propagande.

## Objectifs
Lian Yu et Zhang Yintang étaient d'avis que publier un journal en langue vernaculaire serait plus efficace pour la réussite de leurs réformes administratives que de prononcer des discours devant des auditoires restreints. Ils prirent pour modèles le journal du Sichuan Yun Bao ainsi que des journaux gouvernementaux d'autres provinces. Comme à l'époque peu de Tibétains connaissaient le chinois et peu de Chinois connaissaient le tibétain, l'idée s'imposa d'une publication bilingue. Selon Bai Runsheng, le journal fut très bien accueilli par les Tibétains. Selon Amy Holmes-Tagchungdarpa ou encore Françoise Robin (laquelle cite K. Dhondup, membre du gouvernement tibétain en exil), la vocation du journal était principalement éducative mais aussi de propagande,.

## Impression, tirage, périodicité
Le journal fut d'abord imprimé par procédé lithographique sur une machine apportée au Tibet par Zhang Yintang (en une journée on tirait moins de cent exemplaires). Par la suite, pour assurer des tirages plus importants, celui-ci fit venir des presses de Calcutta,. 
Thubten Samphel, porte-parole du gouvernement tibétain en exil à Dharamsala, constate, à propos d'un article publié par Bai Runsheng dans la revue Tibet Studies en 1990 et ayant pour sujet le Journal vernaculaire, que le lieu d’impression au Tibet, le contenu, la périodicité et la diffusion de la publication ne sont pas indiqués. Le même Bai Rusheng, dans un article publié sur le site du China Tibet Information Center, nous apprend que le journal paraît tous les dix jours et que chaque numéro est tiré à 300 ou 400 exemplaires. 
Le journal cessa de paraître au Tibet en 1911, année du Soulèvement de Wuchang qui mène à la chute de la dynastie Qing et à la période du Tibet indépendant de facto (1912-1951).

## Annonce de l'arrivée de l'armée de Zhao Erfeng

### Contexte
L’Expédition militaire britannique au Tibet (1903-1904) depuis sa colonie indienne, et plus généralement des forces occidentales en Chine, dont les français au Yunnan, au Sud-Est du Tibet affaiblissent le pouvoir des Mandchous. Les britanniques, à Lhassa forcent un accord avec le gouvernement Tibétain, en l’absence du dalaï-lama réfugié en Mongolie-Extérieure, à Ourga (aujourd'hui Oulan-Bator), alors protecteur spirituel de la Chine. L'Empire mandchou entreprend de siniser le Kham pour reprendre son pouvoir. Zhao Erfeng est chargé de cette sinisation.

### Conséquences
Début 1908, Zhao Erfeng alors vice-roi du Sichuan est nommé résident au Tibet, alors qu'il était détesté des Tibétains pour la vigueur, la capacité et la cruauté dont il fit preuve à l'Est du Tibet. À la suite de sa nomination, des articles anti-britanniques furent publiés dans un journal à Lhassa. La « honte » de 1904 était rappelée, et les Tibétains étaient invités à s'unir avec les Bhoutanais et les Népalais et à résister aux étrangers.
L'historien tibétain exilé K. Dhondup écrit qu'un des premiers numéros du journal parut alors que le 13e dalaï-lama de retour à Lhassa après un premier exil n’allait pas tarder à devoir repartir. Selon Elliot Sperling, le journal annonçait en août 1909 l'arrivée de l'armée de Zhao Erfeng en ces termes : « N'ayez pas peur de l'amban Chao et de ses soldats. Ils n'ont pas l'intention de blesser les Tibétains, mais d'autres peuples. En y réfléchissant, vous vous souviendrez combien vous vous êtes sentis honteux quand les soldats étrangers sont arrivés à Lhassa et vous ont tyrannisés. Nous devons tous être forts pour cette raison, sinon, notre religion sera détruite dans cent ou peut-être mille ans ».

## Journaux en tibétain en Inde
Françoise Robin mentionne le Ladakh-ki-Akbar (littéralement « Nouvelles du Ladhak »),  premier journal en langue tibétaine publié par des missionnaires moraves de 1904 à 1908 au Ladakh, territoire tibétophone du nord-ouest de l’Inde,. Pour Thubten Samphel, secrétaire des affaires étrangères de l'administration centrale tibétaine d'Inde, « l'origine réelle »  de la presse écrite du Tibet remonte au Miroir du Tibet, mensuel en tibétain lancé par Gergan Tharchin et diffusé à Kalimpong et Darjeeling, deux villes de l'Inde britannique, entre 1925 et 1963,.

## Nouvelles en tibétain courant (République de Chine)
Entre 1913 et 1916, le gouvernement républicain devait à son tour publier un journal bilingue en chinois et en tibétain (News in Colloquial Tibetan, littéralement « Nouvelles en tibétain courant (zh) ») mais, selon Amy Holmes-Tagchungdarpa, essentiellement propagandiste et destiné à renforcer le nationalisme chinois chez les Tibétains.